# David Millar
David Millar (født 4. januar 1977 på Malta) er en skotsk tidligere cykelrytter. Han har vundet 3 Tour-etaper, 5 Vuelta-etaper samt en række andre løb og er ikke i familie med den tidligere cykelrytter, Robert Millar. 
David Millar kørte for Cofidis, før han i sommeren 2004 blev taget for brug af det ulovlige stof EPO. Dette medførte en 2-årig karantæne. Kort før Tour starten 2006 udløb denne karantæne, og Tour de France var dermed det første løb, som David Millar kørte for sit nye hold, Saunier Duval-Prodir.